# Oranje Boven (komedie)
Oranje Boven is een komedie uit 2009 van Jon van Eerd.

## Verhaal
Het verhaal speelt zich af in de personeelsvertrekken van de Koningin. Als er een door Majesteit geboetseerde buste verdwijnt en er verwarring ontstaat over welke hoed de Koningin moet dragen naar een belangrijke receptie is de chaos compleet.
Harrie Vermeulen moet de boel weer oplossen en sussen. Dat valt niet mee met een staf van niet al te snuggere medewerkers en een Barones die zichzelf chiquer vindt dan de Koningin.

## Rolverdeling
- Harrie Vermeulen - Jon van Eerd
- Barones Manuela-Berenice von Geunderfleur tot Heynderveldt ende Wederkeer - Liz Snoijink
- Bas Enkelhaar - Arie Cupé
- Tinka Voldaen - Peggy Vrijens
- Kokkie Sloof - Marjolein Algera

## Trivia
Oorspronkelijk zou de rol van de Barones gespeeld worden door Nelly Frijda. Deze moest tijdens de repetities wegens ziekte afhaken. Liz Snoijink nam de rol in drie dagen tijd over. Ook Liz Snoijink werd vervangen. Twee maal. De eerste keer omdat ze een engagement had van een week waar ze niet onderuit kon. De rol werd die week overgenomen door Frédérique Sluyterman van Loo.
Oranje Boven werd wegens groot succes verlengd in het seizoen 2010/2011. De rol van de Barones werd toen gespeeld door Lucie de Lange.